# Teoria de camps de cordes
La teoria de camps de cordes (SFT) és un formalisme de la teoria de cordes en què la dinàmica de les cordes relativistes es reformula en el llenguatge de la teoria quàntica de camps. Això s'aconsegueix a nivell de teoria de pertorbacions trobant una col·lecció de vèrtexs per unir i dividir cordes, així com propagadors de cordes, que donen una expansió semblant a un diagrama de Feynman per a les amplituds de dispersió de cordes. En la majoria de les teories de camps de cordes, aquesta expansió està codificada per una acció clàssica que es troba mitjançant la quantificació segona de la cadena lliure i l'addició de termes d'interacció. Com sol ser el cas de la segona quantificació, una configuració de camp clàssica de la teoria de la segona quantificada ve donada per una funció d'ona en la teoria original. En el cas de la teoria de camps de cordes, això implica que una configuració clàssica, normalment anomenada camp de cordes, ve donada per un element de l'espai de Fock de cordes lliure.
Els principals avantatges del formalisme són que permet calcular les amplituds fora de la capa i, quan es disposa d'una acció clàssica, proporciona informació no perturbadora que no es pot veure directament des de l'expansió estàndard del gènere de la dispersió de cordes. En particular, seguint el treball d'Ashoke Sen, ha estat útil en l'estudi de la condensació de taquions en D-branes inestables. També ha tingut aplicacions a la teoria topològica de cordes, geometria no commutativa, i cadenes en dimensions baixes.
Les teories de camps de cordes es presenten en diverses varietats segons quin tipus de corda es quantifica en segon lloc: les teories de camps de cordes obertes descriuen la dispersió de cordes obertes, les teories de camps de cordes tancades descriuen cordes tancades, mentre que les teories de camps de cordes obertes i tancades inclouen cordes obertes i tancades.
A més, depenent del mètode utilitzat per fixar els difeomorfismes i les transformacions conformals de la fulla mundial en la teoria de cordes lliures original, les teories de camps de cordes resultants poden ser molt diferents. Utilitzant un calibre de con de llum, es produeixen teories de camps de cordes de con de llum, mentre que utilitzant la quantificació BRST, es troben teories de camps de cordes covariants. També hi ha teories de camps de cordes híbrides, conegudes com a teories de camps de cordes de con de llum covariantitzat que utilitzen elements tant de les teories de camps de cordes fixades amb calibre BRST com de con de llum.
Una darrera forma de teoria de camps de cordes, coneguda com a teoria de camps oberts de cordes independent de fons, pren una forma molt diferent; en comptes de quantificar en segon lloc la teoria de cordes del full del món, en segon lloc quantifica l'espai de les teories de camps quàntics bidimensionals.

## Teoria del camp de cordes de con de llum
Les teories de camp de cordes de con de llum van ser introduïdes per Stanley Mandelstam i desenvolupades per Mandelstam, Michael Green, John Schwarz i Lars Brink. Michio Kaku i Keiji Kikkawa van fer una descripció explícita de la segona quantificació de la corda del con de llum.
Les teories de camps de cordes de con de llum van ser les primeres teories de camps de cordes que es van construir i es basen en la simplicitat de la dispersió de cordes en el calibre de cons de llum. Per exemple, en el cas de la corda tancada bosònica, els diagrames de dispersió del full mundial prenen naturalment una forma semblant a un diagrama de Feynman, construït a partir de dos ingredients, un propagador,
i dos vèrtexs per dividir i unir cadenes, que es poden utilitzar per enganxar tres propagadors,
Aquests vèrtexs i propagadors produeixen una sola coberta de l'espai de mòduls de {\displaystyle n} -Apunta les amplituds de dispersió de cordes tancades, de manera que no es requereixen vèrtexs d'ordre superior. Existeixen vèrtexs similars per a la cadena oberta.
Quan es consideren supercadenes quantificades en con de llum, la discussió és més subtil, ja que poden sorgir divergències quan els vèrtexs del con de llum xoquen. Per produir una teoria coherent, cal introduir vèrtexs d'ordre superior, anomenats termes de contacte, per cancel·lar les divergències.
Les teories de camps de cordes de con de llum tenen el desavantatge que trenquen la invariància manifesta de Lorentz. Tanmateix, en fons amb Killing vectors semblants a la llum, poden simplificar considerablement la quantificació de l'acció de la corda. A més, fins a l'arribada de la corda de Berkovits era l'únic mètode conegut per quantificar cordes en presència de camps Ramond-Ramond. En investigacions recents, la teoria del camp de cordes del con de llum va tenir un paper important en la comprensió de les cordes en fons d'ones pp.

## Teoria de camps de cordes covariants lliures
Un pas important en la construcció de les teories de camps de cordes covariants (preservant la invariància manifesta de Lorentz) va ser la construcció d'un terme cinètic covariant. Aquest terme cinètic es pot considerar una teoria de camps de cordes per dret propi: la teoria de camps de cordes de cordes lliures. Des del treball de Warren Siegel, ha estat estàndard quantificar primer BRST la teoria de cordes lliures i després quantificar en segon lloc de manera que els camps clàssics de la teoria de camps de cordes incloguin fantasmes així com camps de matèria. Per exemple, en el cas de la teoria bosònica de cordes obertes en l'espai-temps pla de 26 dimensions, un element general de l'espai Fock de la corda quantificada BRST pren la forma (en quantificació radial al mig pla superior),
{\displaystyle |\Psi \rangle =\int d^{26}p\left(T(p)c_{1}e^{ip\cdot X}|0\rangle +A_{\mu }(p)\partial X^{\mu }c_{1}e^{ip\cdot X}|0\rangle +\chi (p)c_{0}e^{ip\cdot X}|0\rangle +\ldots \right),}
on {\displaystyle |0\rangle } és el buit de corda lliure i els punts representen camps més massius. En el llenguatge de la teoria de cordes del full mundial, {\displaystyle T(p)}, {\displaystyle A_{\mu }(p)}, i {\displaystyle \chi (p)} representen les amplituds de la corda que es troben en els diferents estats bàsics. Després de la segona quantificació, s'interpreten com a camps clàssics que representen el taquió {\displaystyle T}, camp de mesura {\displaystyle A_{\mu }} i un camp fantasma {\displaystyle \chi }.
A la teoria de cordes del full del món, els elements no físics de l'espai Fock s'eliminen imposant la condició {\displaystyle Q_{B}|\Psi \rangle =0} així com la relació d'equivalència {\displaystyle |\Psi \rangle \sim |\Psi \rangle +Q_{B}|\Lambda \rangle }. Després de la segona quantificació, la relació d'equivalència s'interpreta com una invariància gauge, mentre que la condició que {\displaystyle |\Psi \rangle } és físic s'interpreta com una equació de moviment. Com que els camps físics viuen al fantasma número u, també se suposa que el camp de cadena {\displaystyle |\Psi \rangle } és un element fantasma número u de l'espai Fock.
En el cas de la corda bosònica oberta, André Neveu, Hermann Nicolai i Peter C. West van obtenir una acció no fixada amb calibre amb les simetries i equacions de moviment adequades. Està donat per
{\displaystyle S_{\text{free open}}(\Psi )={\tfrac {1}{2}}\langle \Psi |Q_{B}|\Psi \rangle \ ,}
on {\displaystyle \langle \Psi |} és el BPZ -dual de {\displaystyle |\Psi \rangle }.
Per a la corda tancada bosònica, la construcció d'un terme cinètic invariant de BRST requereix, a més, que s'imposa {\displaystyle (L_{0}-{\tilde {L}}_{0})|\Psi \rangle =0} i {\displaystyle (b_{0}-{\tilde {b}}_{0})|\Psi \rangle =0}. El terme cinètic és llavors
{\displaystyle S_{\text{free closed}}={\tfrac {1}{2}}\langle \Psi |(c_{0}-{\tilde {c}}_{0})Q_{B}|\Psi \rangle \ .}
Es requereixen consideracions addicionals perquè les supercadenes tractin amb els modes zero del superfantasma.

## Teoria de camps de cordes obertes cúbics de Witten
La més ben estudiada i més senzilla de les teories de camps de cordes interaccionants covariants va ser construïda per Edward Witten. Descriu la dinàmica de les cordes obertes bosòniques i es dóna afegint a l'acció de corda oberta lliure un vèrtex cúbic:
{\displaystyle S(\Psi )={\tfrac {1}{2}}\langle \Psi |Q_{B}|\Psi \rangle +{\tfrac {1}{3}}\langle \Psi ,\Psi ,\Psi \rangle }
on, com en el cas lliure, {\displaystyle \Psi } és un element fantasma número u de l'espai Fock de corda oberta bosònica lliure quantificat amb BRST.
El vèrtex cúbic,
{\displaystyle \langle \Psi _{1},\Psi _{2},\Psi _{3}\rangle }
és un mapa trilineal que pren tres camps de cadena de nombre fantasma total tres i dóna un nombre. Seguint a Witten, que estava motivat per idees de la geometria no commutativa, és convencional introduir el {\displaystyle *} -producte definit implícitament a través
{\displaystyle \langle \Sigma |\Psi _{1}*\Psi _{2}\rangle =\langle \Sigma ,\Psi _{1},\Psi _{2}\rangle \ .}
El {\displaystyle *} -El producte i el vèrtex cúbic compleixen una sèrie de propietats importants (permetent que el {\displaystyle \Psi _{i}} per ser camps de nombre fantasma generals).

## Teories de camps oberts de cordes covariants supersimètriques
Hi ha dues construccions principals d'extensions supersimètriques de la teoria de camps de cordes obertes cúbics de Witten. El primer és molt similar en forma al seu cosí bosònic i es coneix com a teoria de camps de supercordes cúbics modificades. El segon, degut a Nathan Berkovits, és molt diferent i es basa en una acció de tipus WZW.

## Teoria de camps de cordes tancades covariants
Les teories de camps de cordes tancades covariants són considerablement més complicades que els seus cosins de cordes obertes. Fins i tot si es vol construir una teoria de camps de cordes que només reprodueixi les interaccions a nivell d'arbre entre cadenes tancades, l'acció clàssica ha de contenir un nombre infinit de vèrtexs formats per poliedres de cordes.